# Кинг, Уильям Лайон Маккензи
Достопочтенный Уи́льям Ла́йон Макке́нзи Кинг (William Lyon Mackenzie King; 17 декабря 1874 — 22 июля 1950) — десятый премьер-министр Канады с 29 декабря 1921 по 28 июня 1926, с 25 сентября 1926 по 6 августа 1930 и с 23 октября 1935 по 15 ноября 1948. В истории Содружества Кинг дольше других занимал должность премьер-министра — 21 год и 154 дня, с перерывами — 27 лет.
Он известен всем либо под своим полным именем, либо под именем Маккензи Кинг (Маккензи было одним из его имён, а не частью фамилии). За время пребывания на государственной службе его никогда не называли просто «Уильям Кинг».

## Молодость
Кинг родился в Берлине, Онтарио (в настоящее время Китченер). Будучи внуком Уильяма Лайона Макензи, руководителя восстания Верхней Канады в 1837, Кинг получил пять университетских дипломов. Три из них он получил в Торонтском университете; после учёбы в Чикагском университете он перевёлся в Гарвардский университет, где в 1898 получил степень магистра искусств (Master of Arts) по политической экономии, а в 1909 — степень доктора философии.
В первый раз он был избран в парламент под знаменем Либеральной партии Канады во время частичных выборов в 1908 и переизбран во время других частичных выборов в 1909 после пребывания на вновь созданном посту министра труда. На выборах 1911 он потерял своё место, когда консерваторы одержали верх над либералами.
После своего поражения он начал работать в США в Рокфеллеровском фонде, председательствуя в Отделе промышленных связей. В Канаду он вернулся, чтобы выставить свою кандидатуру на выборах 1917, решающим вопросом которых был призыв на военную службу, и снова был разбит из-за своих возражений против призыва, поддержанного большинством англоканадцев.

## Глава Либеральной партии
В 1919 он был избран главой либералов и вернулся в парламент путём частичных выборов. Он оставался в должности либерального лидера до 1948. В 1921 его партия одержала над консерваторами Артура Мейена победу на выборах, и он стал премьер-министром.
За время своего первого срока он противостоял Прогрессивной партии Канады, не поддерживавшей таможенные тарифы. В 1925 Кинг назначил новые выборы. Консерваторы заняли большее число кресел, но недостаточно много для получения парламентского большинства в Палате общин. При поддержке прогрессистов Кинг удержал власть. Тем не менее, как только начался его второй срок, в таможенном ведомстве разразился коррупционный скандал, и значительная часть народной поддержки перешла к прогрессистам и консерваторам. Кинга упорно вынуждали уйти в отставку.
Премьер-министр потребовал у генерал-губернатора, лорда Бинга, распустить парламент и назначить другие выборы. Бинг отказался, что стало единственным случаем в канадской истории, когда генерал-губернатор использовал это право. Кинг ушёл в отставку, и Бинг попросил Артура Мейена сформировать новое правительство. Когда правительство Мейена было разгромлено в Палате общин немного времени спустя, Бинг уступил и назначил выборы: в 1926 либералы Кинга вернулись к власти. Одним из основных доводов его кампании было то, что Бинг был британским лордом, а не канадским гражданином; Кинг пообещал исправить это положение.

## Депрессия и умиротворение

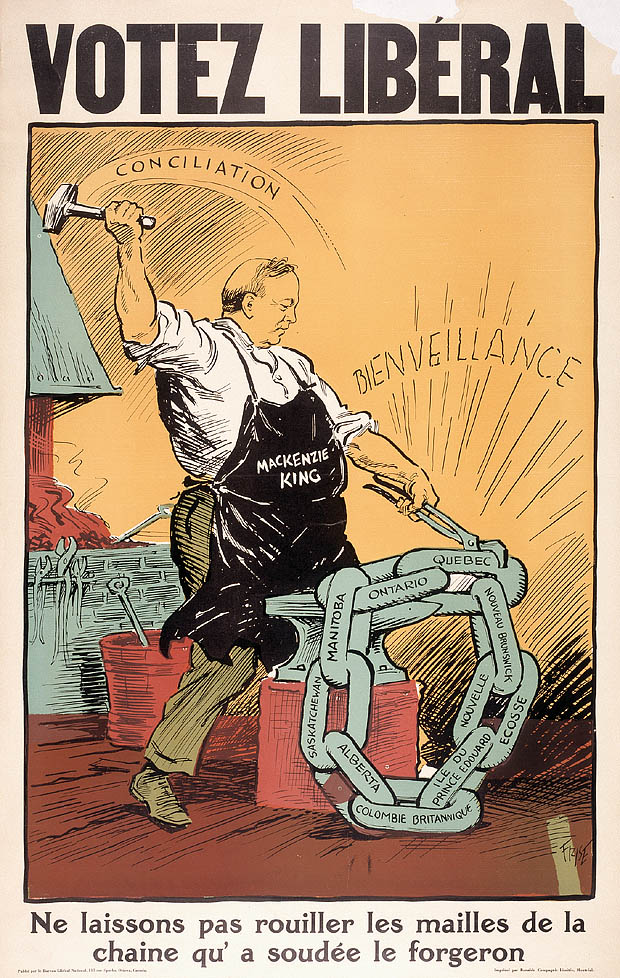
Предвыборный плакат 1930

Во время своего второго срока Кинг ввёл пенсию по старости. В феврале 1930 он назначил в Сенат Канады Кэрин Уилсон, которую он знал лично. Она стала первой женщиной-сенатором в истории Канады.
На выборах 1930 он был разбит консерваторами Ричарда Бэдфорда Беннета. К несчастью для последнего, это было начало великой депрессии, и в 1935 Кинг вновь принял бразды правления. Худший период кризиса уже прошёл, и он провёл законы о создании социальных программ, в том числе касающихся жилья. Его правительство образовало также в 1936 Канадское радиовещательное общество (Société Radio-Canada), в 1937 — авиакомпанию Trans-Canada Airlines (предшественницу Air Canada) и в 1939 — Государственную службу кинематографии Канады.
Кинг надеялся, что развязывания Второй мировой войны можно было избежать, и поддерживал британскую стратегию умиротворения. Он встречался с Германом Герингом и Адольфом Гитлером, которого считал разумным человеком, заботившимся о своём будущем, пытаясь обустроить свою страну во время депрессии. Кинг отметил в своём личном дневнике, что «Гитлер вполне мог бы явиться однажды спасителем мира» и объявил еврейской делегации, что «Хрустальная ночь» вполне могла бы быть оправдана.
Подобное невежество придало довольно жёсткий тон действиям правительства Кинга; тогда как во время Холокоста положение становилось всё более невыносимым для европейского еврейского населения, правительство отказалось принять многочисленных еврейских иммигрантов. Это отношение было выражено одним чиновником, который на вопрос, какое число евреев сможет въехать в Канаду после войны, ответил: «Ни одного, их уже слишком много». (англ. None is too many). Эта фраза была взята в качестве заглавия известной исторической книги, разоблачавшей канадскую антисемитскую иммиграционную политику того времени. Пассажирское судно Сент-Луис, перевозившее 907 евреев, пытавшихся избежать событий в Европе, служит этому примером. Ни один из 907 человек на судне не был впущен в Канаду. Сорок четыре известных канадских общественных деятеля, в том числе преподаватели, редактора и промышленники, просили, чтобы Кинг предоставил им убежище, но он отказался их выслушать.

## Вторая мировая война
Кинг осознал неизбежность Второй мировой войны до вторжения Гитлера в Польшу в 1939. Но, в отличие от Первой мировой войны, когда Канада невольно участвовала в войне со времени вступления в неё Соединённого королевства, Кинг провозгласил канадское самоуправление и дождался 10 сентября, когда прошло голосование в Палате общин, прежде чем поддержать решение правительства вступить в войну. В это время Канада смогла закупить оружие в США. После объявления войны Канада больше не могла покупать оружие в США, поскольку последние проводили политику, запрещавшую вооружать воюющие страны.
Кинг пообещал не объявлять призыва на военную службу, что требовалось для победы на выборах 1940. Но после поражения Франции он провёл закон о призыве на внутреннюю службу и призыв добровольцев на фронт. Кинг старался избежать повторения кризиса призыва 1917 года. Но в 1942 военные круги активно настаивали на отправке новобранцев в Европу. Поэтому в том же году он организовал государственный референдум с просьбой к народу освободить его от обещания, сделанного во время предвыборной кампании. Политика, провозглашённая им, была такой: «призыв, если необходимо, но вовсе не обязательно».
Франкоканадцы, а также некоторые германоязычные общины, массово возразили против призыва на военную службу, но большинство англоязычных канадцев дали своё согласие. В апреле 1942 он провёл Государственный мобилизационный закон (National Mobilization Act) для организации призыва. На протяжении двух следующих лет Кинг пытался уклоняться от ответа, используя яркую пропагандистскую кампанию для набора добровольцев после тяжёлых потерь во время высадки в Дьепе в 1942, в Италии — в 1943 и в Нормандской битве в 1944. В конце 1944 он окончательно решил, что было необходимо послать новобранцев в Европу, что вызвало короткий политический кризис («кризис призыва 1944 года»). К счастью для него, несколько месяцев спустя война закончилась. Из 16 000 новобранцев лишь 2 500 были отправлены на фронт.
Во время войны Кинг был крайне непопулярен среди канадских военных. Во время его появления на объектах канадской армии в Великобритании (и в Европе после 6 июня) его неизменно встречали свистом.
Отношение к канадцам японской национальности во время войны стало предметом жаркой критики в последующие годы. В разгар войны тысячи японоканадцев были выселены из своих жилищ на тихоокеанском побережье и заключены в лагеря или в трущобы далеко на востоке, якобы во избежание опасности от японских разведчиков, живущих в Канаде. Однако никакие подобные меры предосторожности не проводились в отношение германоканадцев. Кинг не был одинок в проведении такой политики, подобный план во время войны ввело правительство США. Тем не менее, в отличие от японоамериканцев, японоканадцы не смогли после войны вернуться в свои дома. К тому же, владения этих семей во время их изгнания были проданы на аукционе, что практически лишило их причин оставаться в Канаде. Вместо возвращения на западное побережье им было предложено «вернуться на родину» в Японию за счёт правительства.

## Канадское самоуправление
За годы своего нахождения у власти Кинг преобразовал Канаду из британской колонии с ответственным правительством в самоуправляющееся государство в составе Содружества. Во время дела Чанака в 1922 Кинг отказался поддержать британцев без предварительного совещания в парламенте, тогда как консервативный лидер Артур Мейен был готов их поддержать. Британцы были разочарованы позицией Кинга, и это был первый случай, когда Канада подчеркнула свою независимость во внешней политике. После дела Кинга — Бинга Кинг отправился на имперское совещание 1926 и ратовал за более широкое самоуправление доминионов. Итогом этого стала декларация Бальфура 1926, провозглашавшая равный статус для всех членов Содружества, включая Соединённое королевство.
С наступлением войны Кинг стал вести двойную игру. С одной стороны, он обещал англоканадцам, что Канада непременно вступит в войну, если это сделает Англия. С другой стороны, он и его заместитель Эрнест Лапуэнт убеждали франкоканадцев, что Канада будет участвовать в войне, лишь если это будет затрагивать важнейшие интересы страны. В итоге Кинг привёл Канаду к войне, что вызвало напряжённость между двумя крупнейшими канадскими языковыми общинами. Так как вопрос касался канадского самоуправления, Кинг добился того, чтобы канадский парламент самостоятельно объявил войну, на шесть дней позже британцев.

## Послевоенный период

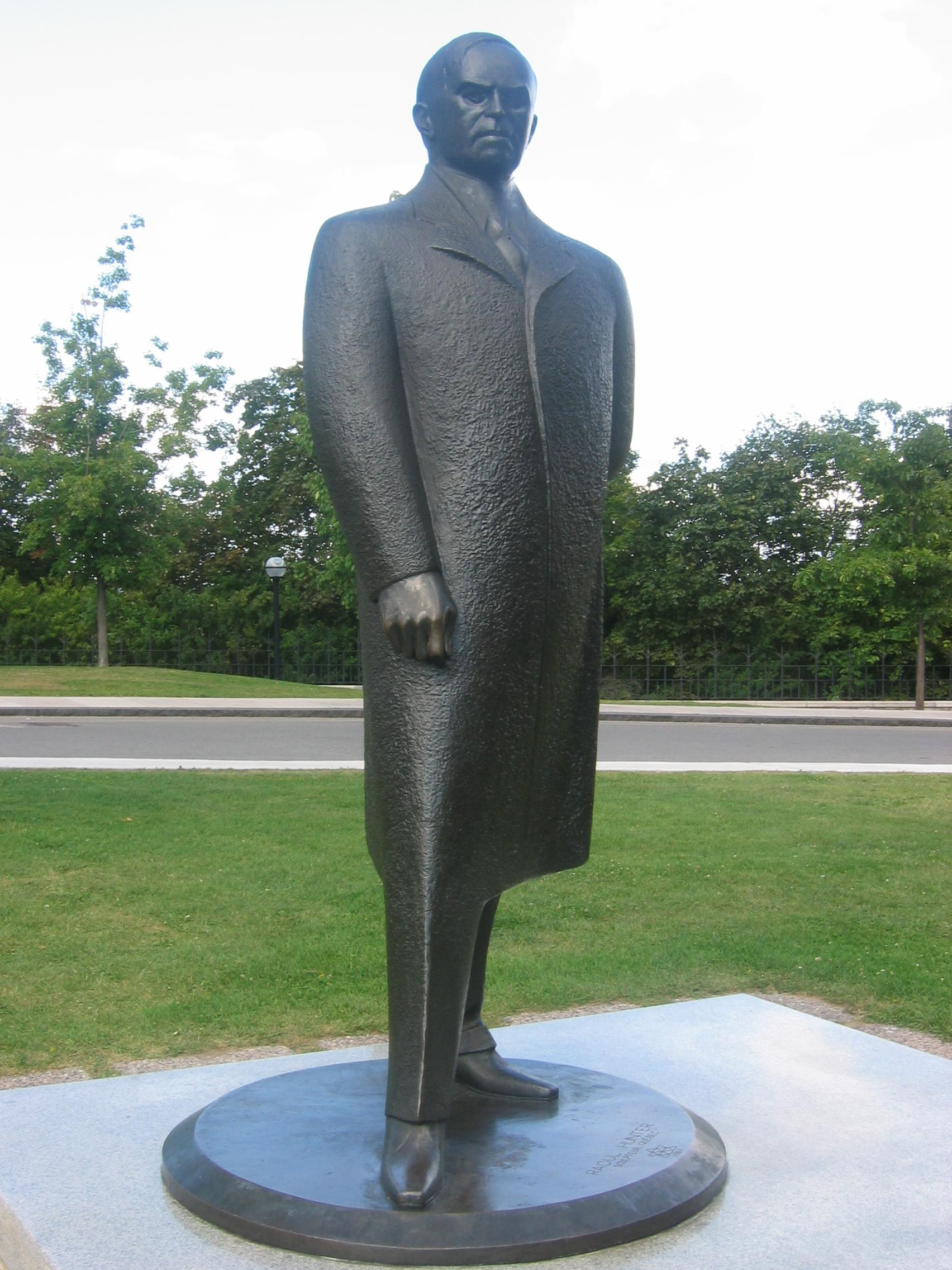
Памятник Маккензи Кингу на Парламентском холме в Оттаве (Онтарио)

Либеральная партия Маккензи Кинга выиграла выборы 1945. Несмотря на то, что он добился, чтобы союзнические лидеры собрались в 1943 в Квебеке, и американский президент Франклин Д. Рузвельт, и британский премьер-министр Уинстон Черчилль считали Кинга второстепенным действующим лицом в войне. При этом сам Кинг считал, что в качестве союзнического лидера Рузвельт уделял ему больше внимания, чем его британский коллега Черчилль.
В 1945 Кинг принял участие в создании ООН. В 1948 он вышел на пенсию после почти 22 лет работы премьер-министром. На посту главы Либеральной партии и премьер-министра Канады его сменил Луи Сен-Лоран.

## Личная жизнь
Маккензи Кинг был осторожным политиком, ведущим свою политику в соответствии с популярными взглядами. «Решение остаётся за парламентом»,— нравилось ему говорить, когда его торопили сделать что-либо.
В жизни он был спиритом, то есть любил вызывать духов, в том числе Леонардо да Винчи, Луи Пастера, своей матери и своей собаки Пэта. От этих духов он ждал личных утешений, тем не менее, не спрашивая у них политических советов. Его интересы к оккультным наукам не были широко известны во время его политической карьеры и были обнародованы лишь после его смерти, так как были обнаружены упоминания об этом в его личных дневниках, которые он хранил до своей смерти.
Он никогда не женился, но имел близкие отношения с Джоан Пэттсон, которая была замужем; он проводил с ней много своего свободного времени. Его загородный дом в Кингсмире в парке Гатино около Оттавы открыт для посещения.
Маккензи Кинг умер 22 июля 1950 в своём доме около Оттавы. Он был похоронен на кладбище Маунт-Плезант в Торонто. Кинг изображён на канадской 50-долларовой банкноте.

## Размышления о Гитлере и Муссолини
«Хотя Гитлер с Муссолини и диктаторы, но они действительно постарались донести до масс [различные блага] и таким образом обеспечить себе их поддержку. […] Диктаторские способы были, возможно, необходимы, чтобы отнять эти блага у людей, занимавших до того времени привилегированное положение и присвоивших их. […] Возможно, всё закончится тем, что в нём [Гитлере] увидят одного из спасителей мира».